# Polla
Polla község (comune) Olaszország Campania régiójában, Salerno megyében.

## Fekvése
A megye keleti részén fekszik. Határai: Atena Lucana, Auletta, Brienza, Caggiano, Corleto Monforte, Pertosa, Sant’Angelo Le Fratte és Sant’Arsenio.

## Története
Alapítására vonatkozóan nincsenek pontos adatok. Első írásos említése a 12. századból származik. A következő századokban nemesi birtok volt. A 19. században nyerte el önállóságát, amikor a Nápolyi Királyságban felszámolták a feudalizmust.

## Népessége
A népesség számának alakulása:

## Főbb látnivalói
- az egykori Sant’Antonio-kolostor